# トゥールーズ＝ル＝シャトー
トゥールーズ＝ル＝シャトー （Toulouse-le-Château）は、フランス、ブルゴーニュ＝フランシュ＝コンテ地域圏、ジュラ県のコミューン。

## 歴史

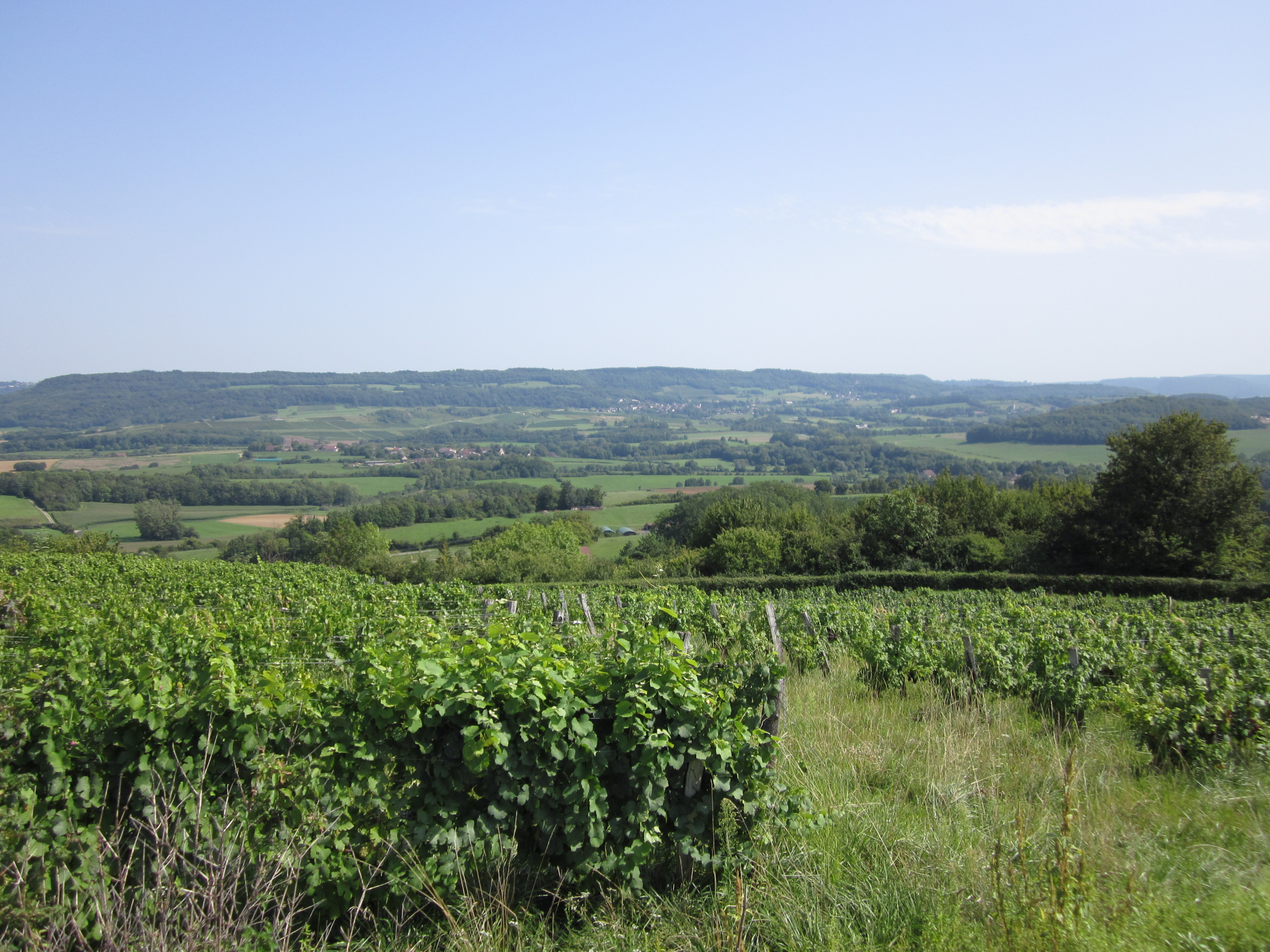
ブドウ畑

1790年から1794年、コミューンのファンジーと合併していた。1938年より現在のトゥールーズ＝ル＝シャトーが正式名称となった。

## 経済
農業とワイン生産の小さな村である。AOCワインであるコート・デュ・ジュラ（fr）に分類される。

## 人口統計
| 1962年 | 1968年 | 1975年 | 1982年 | 1990年 | 1999年 | 2005年 | 2014年 |
| ------ | ------ | ------ | ------ | ------ | ------ | ------ | ------ |
| 188    | 173    | 146    | 160    | 180    | 159    | 197    | 216    |

参照元:1962年から1999年までは複数コミューンに住所登録をする者の重複分を除いたもの。それ以降は当該コミューンの人口統計によるもの。1999年までEHESS/Cassini、2006年以降INSEE。